# Podalonia mexicana
Podalonia mexicana là một loài côn trùng cánh màng trong họ Sphecidae, thuộc chi Podalonia. Loài này được de Saussure miêu tả khoa học đầu tiên năm 1867.